# Liechtenstein en los Juegos Olímpicos de Sapporo 1972
Liechtenstein estuvo representado en los Juegos Olímpicos de Sapporo 1972 por cuatro deportistas, tres hombres y una mujer, que compitieron en dos deportes.
El equipo olímpico liechtensteiniano no obtuvo ninguna medalla en estos Juegos.